# 부교

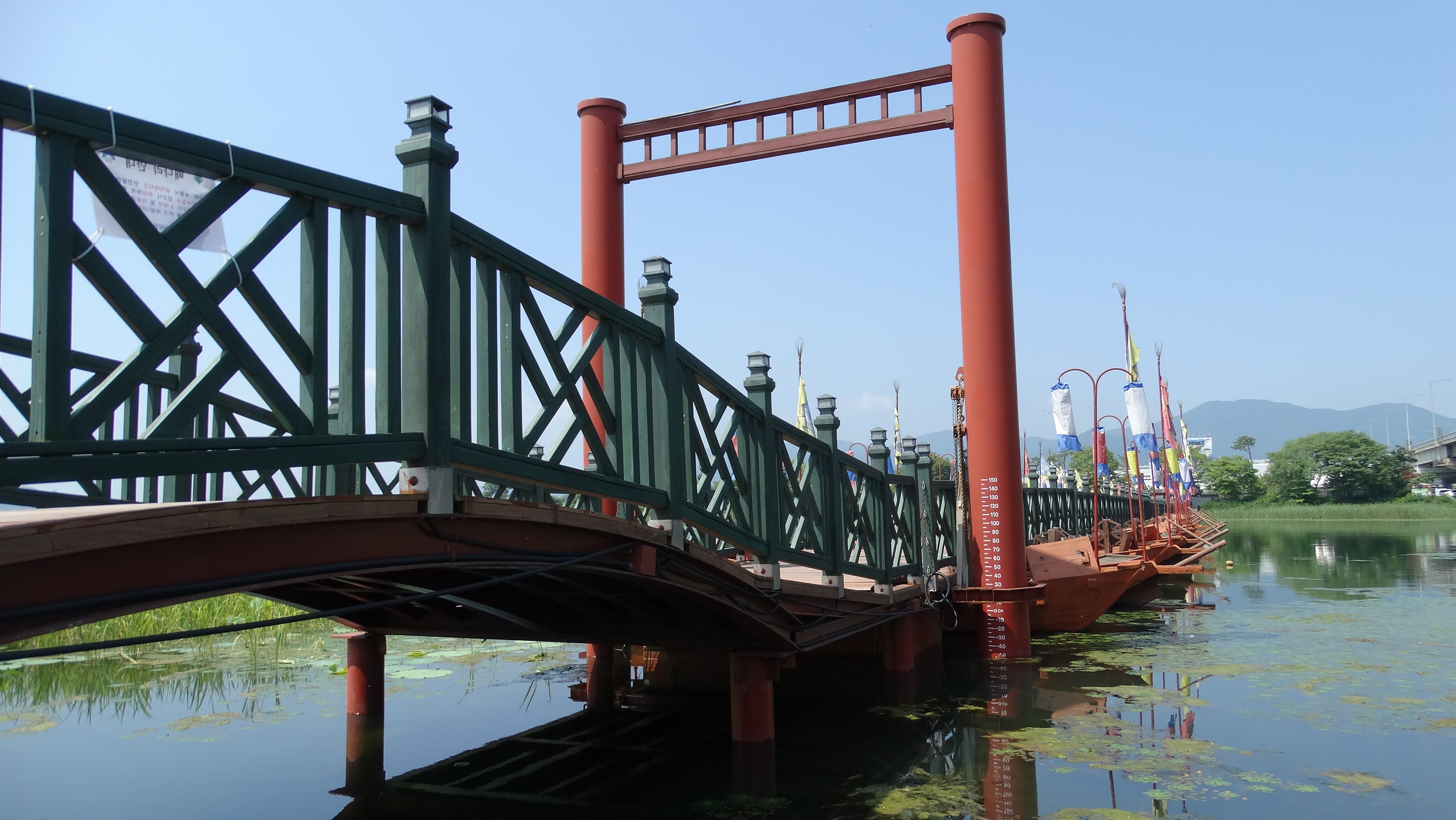
배다리

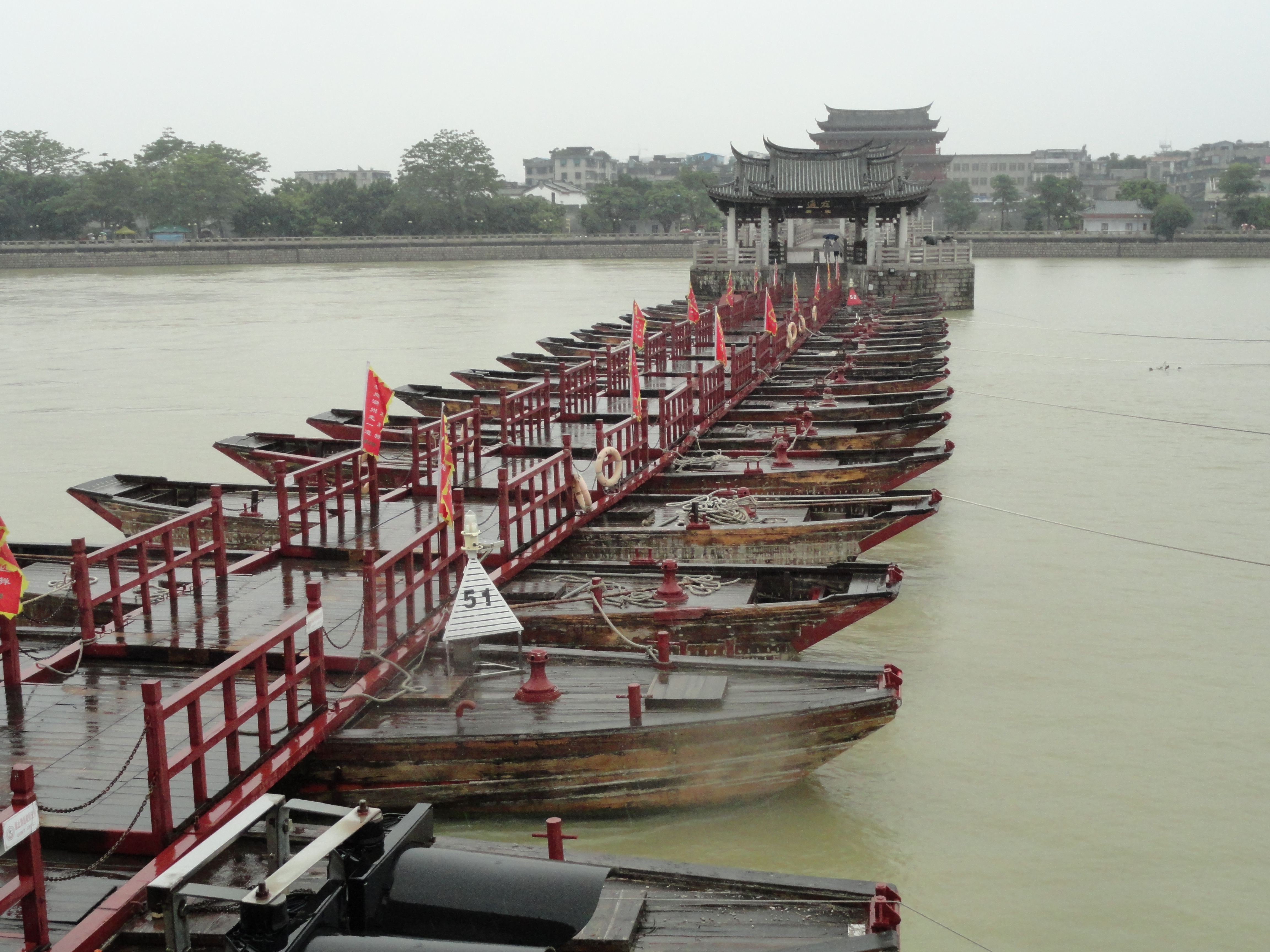
중국 간저우의 배다리.

부교(浮橋)는 임시 교량을 뜻한다. 특히 배를 이용하여 만든 부교를 주교(舟橋) 또는 배다리라고 한다.

## 주교
최초의 주교는 고대 페르시아, 그리스, 로마 등에서 세워졌다. 한국에서는 고려 시대 정종이 1045년(정종 11년)이 임진강에 부교를 설치 하였던 적이 있으며, 조선 시대 연산군이 청계산에 수렵을 가기 위해 민선 800척을 동원해서 한강에 부교를 놓은 적이 있었다. 또한 정조가 아버지인 사도세자의 능인 수원의 융릉에 행차할 때 주교를 설치했다는 기록이 있다.

## 군용 부교
군용 부교는 군대의 신속한 이동을 위해 교량이 끊어졌거나 없는 하천 등에 설치하며 주로 궤도차량에 싣고 다닌다.
- 러시아군 2017년 부교 설치 훈련
- 부교 설치로 차량 도하를 돕는 전투공병. 1973년 이스라엘